# Lamborghini Minautoro
El Lamborghini Minotauro, también llamado Lamborghini Minotauro Concept 2020, es un prototipo de automóvil de la marca de automóviles italiana Lamborghini, presentado en abril de 2010.
Diseñado por Andrei Avarvarii, en colaboración con el departamento de diseño de la marca, el Minotauro prefigura las líneas de un futuro modelo que podría ser presentado hacia 2020. Es movido por tres motores eléctricos que desarrollan 425 CV acoplados a baterías de ion-litio, y será igualmente equipado por un sistema de regulación de energía de tipo KERS.